# Манастир Свете Анастасије
Манастир Свете Анастасије се налазио непосредно поред манастира Велика Ремета, на Фрушкој гори.
Поуздано се зна да су му се темељи видели 1839. године, уз манастирско имање са слом. До данас није разјашњено да ли се ради о православном или католичком манастиру.